# NGC 6934
NGC 6934 (другое обозначение — GCL 117) — шаровое скопление в созвездии Дельфин.
Этот объект входит в число перечисленных в оригинальной редакции «Нового общего каталога».